# Bác Hòa Thác
Bác Hòa Thác (tiếng Mãn: ᠪᠣᡥᠣᡨᠣ, chuyển tả: Bohoto, chữ Hán: 博和託; 1610 - 1648), Ái Tân Giác La,  là một Tông thất của nhà Thanh trong lịch sử Trung Quốc.

## Cuộc đời
Bác Hòa Thác sinh vào giờ Dậu, ngày 24 tháng giêng (âm lịch), năm Minh Vạn Lịch thứ 18 (1610) trong gia tộc Ái Tân Giác La. Ông là cháu nội của Nỗ Nhĩ Cáp Xích, con trai thứ hai của Nhiêu Dư Mẫn Thân vương A Ba Thái. Mẹ ông là Đích Phúc tấn Nạp Lạt thị.
Sơ phong Phụ quốc công (輔國公).
Năm Thiên Thông nguyên niên (1636), ông theo quân đội tấn công Triều Tiên, bao vây Nam Hán Sơn Thành, cùng Bối tử Ni Kham đánh bại viện quân và giết chết nhiều người.
Năm thứ 3 (1638), ông theo đại quân phạt Minh, từ Đồng Gia khẩu đánh vào sáu phủ phía Tây Nam kinh đô nhà Minh, tiến nhập biên cảnh Sơn Tây. Sau đó di chuyển đến Tế Nam. Sau khi khải hoàn trở về, ông được thưởng hai ngàn lượng bạc.
Năm thứ 7 (1642), ông theo A Ba Thái một lần nữa xâm lược Minh triều, và tấn công từ Hoàng Nhai khẩu. Khi trở về, được thưởng ba ngàn lượng bạc.
Năm Thuận Trị nguyên niên (1644), ông theo đại quân nhập quan, đại phá quân Lý Tự Thành, nhờ quân công tiến phong Cố Sơn Bối tử (固山貝子).
Năm thứ 3 (1646), ông theo Dự Thân vương Đa Đạc đánh bại Đẳng Cơ Tư, Đẳng Cơ Đặc của Khách Nhĩ Khách Tô Ni Đặc bộ.
Năm thứ 9 (1648), ngày 27 tháng 9, ông qua đời năm 39 tuổi, được truy thụy "Ôn Lương Bối tử" (温良貝子).

## Gia quyến
- Đích Phu nhân: Thư Mục Lộc thị (舒穆禄氏), con gái của Vũ Huân vương Dương Cổ Lợi.
- Con trai:

1. Ông Cổ (翁古; 1627 - 1647), mẹ là Thư Mục Lộc thị. Sơ phong Phụ quốc công, sau khi qua đời được truy thụy "Hoài Mẫn", tức Phụng ân Phụ quốc Hoài Mẫn công (奉恩輔國懷愍公). Đích Phu nhân là con gái của hàng tướng nổi tiếng Lý Vĩnh Phương (李永芳). Có hai con trai
2. Cẩm Chú (錦注; 1628 - 1649), mẹ là Thư Mục Lộc thị. Sơ phong Phụ quốc công, sau khi qua đời được truy thụy "Hoài Hi", tức Phụng ân Phụ quốc Hoài Hi công (奉恩輔國懷羲公). Mất sớm, vô tự.
3. Phật Khắc Tề khố (佛克齊庫; 1633 - 1657), mẹ là Thư Mục Lộc thị. Năm 1649 được phong Bối tử. Sau khi qua đời được truy thụy "Giới Khiết", tức Cố Sơn Giới Khiết Bối tử (固山介潔貝子). Đích Phu nhân là Bác Nhĩ Tế Cát Đặc thị, con gái của Bối lặc Xước Nhĩ Tế, tức là em gái của Đích Phúc tấn của Tế Độ và chị gái của Hiếu Huệ Chương Hoàng hậu và Thục Huệ phi. Vô tự.
4. Chương Thái (彰泰; 1636 - 1690), mẹ là Thư Mục Lộc thị. Năm 1651 được phong Trấn quốc công, cùng năm thăng Bối tử. Có bảy con trai.
5. Bang Thái (邦泰; 1638 - 1650), mẹ là Thư Mục Lộc thị. Mất sớm, vô tự.
6. Ngạch Bố Hách Nghi (額布赫宜; 1641 - 1642), mẹ là Thư Mục Lộc thị. Chết yểu.